# Sofia Carson
Sofia Carson (* 10. April 1993 in Fort Lauderdale, Florida als Sofía Daccarett Char) ist eine US-amerikanische Schauspielerin und Sängerin.

## Leben

### Persönliches
Sofia Carson wurde unter dem Namen Sofía Daccarett Char als Tochter kolumbianischer Eltern in Fort Lauderdale geboren. Ihren Künstlernamen wählte sie in Anlehnung an den Geburtsnamen ihrer amerikanischen Großmutter mütterlicherseits, Lauraine Carson. Carson hat eine jüngere Schwester.

### Schauspielkarriere
Sofia Carson begann ihre Schauspielkarriere 2014 mit einer kleinen Rolle in der Disney-Channel-Sitcom Austin & Ally. Im selben Jahr verkörperte sie in zwei Folgen die Rolle der Soleil in Faking It.
2014 erhielt sie eine Hauptrolle in dem Disney Channel Original Movie Descendants – Die Nachkommen von Kenny Ortega, der im Sommer 2015 auf dem Disney Channel Premiere feierte. In dem Fernsehfilm ist sie neben Dove Cameron und Mitchell Hope zu sehen und verkörpert die Rolle der Evie, die Tochter der bösen Königin. Dieselbe Rolle verkörperte sie auch in den Fortsetzungen Descendants 2 – Die Nachkommen (2017) und Descendants 3 – Die Nachkommen (2019).
2016 war sie neben Sabrina Carpenter in Die Nacht der verrückten Abenteuer, ebenfalls ein Disney Channel Original Movie, zu sehen. Carson übernahm 2016 die Rolle der Melanie in dem argentinischen Spielfilm Tini: Violettas Zukunft, die Fortsetzung der Telenovela Violetta. In der 2016 erschienenen Musikkomödie Cinderella Story 4: Wenn der Schuh passt… übernahm Carson die Hauptrolle der Tessa Golden. 2016 hatte sie in Soy Luna einen Gastauftritt als sie selbst.
Ende Januar 2018 erhielt Carson die Hauptrolle der Ava Jalali in der Freeform-Dramaserie Pretty Little Liars: The Perfectionists, dem Spin-off von Pretty Little Liars. Im selben Jahr hatte sie auf dem Sender eine Nebenrolle als Sloane in Famous in Love. Im Juni 2020 erschien der Film Feel the Beat auf Netflix, in dem Carson die Hauptrolle der April Dibrina verkörpert. An der Seite von K. J. Apa und Demi Moore war sie Ende 2020 in dem Science-Fiction-Thriller Songbird zu sehen. Im Juli 2022 erschien der Liebesfilm Purple Hearts mit Carson in der Hauptrolle der Cassie Salazar.
Sofia Carson wurde am häufigsten von Jodie Blank synchronisiert. In Pretty Little Liars: The Perfectionists wurde sie von Leslie-Vanessa Lill, in Tini: Violettas Zukunft von Yvonne Greitzke und in Purple Hearts von Lina Rabea Mohr gesprochen.

### Musikkarriere
Im März 2016 wurde bekannt, dass Sofia Carson einen Plattenvertrag bei Hollywood Records und Republic Records unterschrieben hat. Ihre Debütsingle Love Is The Name erschien am 8. April 2016. Dabei handelte es sich um eine Neuauflage/Remake von Opus Hit Live Is Life. Ende August 2016 veröffentlichte sie ihre zweite Single I’m Gonna Love You. In Zusammenarbeit mit dem norwegischen DJ und Produzenten Alan Walker entstand das Lied Back to Beautiful, das 2017 als Single erschien. Im Sommer erschien die Single Ins and Outs. Im August 2018 erschien ihre neue Single Rumors zusammen mit dem DJ R3hab. Alan Walker veröffentlichte zusammen mit Sofia Carson und K-391 sowie CORSAK im November 2018 seine neue Single Different World. 2019 veröffentlichte Carson zusammen mit Grey die Single Grey Area. Zusammen mit R3hab veröffentlichte sie noch zwei weitere Single, I luv U (2019) und Miss U More Than U Know (2020). Ende 2020 veröffentlichte sie Hold on to Me und Guess I'm a Liar.
Am 26. März 2021 erschien Fool´s Gold als erste Single ihres Debüt-Albums. Die zweite Single He Loves Me, But… erschien am 11. Juni 2021. Die dritte Single LOUD wurde am 14. Januar 2022 veröffentlicht. Ihr Debüt-Album Sofia Carson erschien am 25. März 2022. Am 29. April 2022 erschien die vierte Single It's Only Love, Nobody Dies.
Mit der Single Come Back Home aus dem Film Purple Hearts konnte sich Carson im August 2022 erstmalig in den deutschen Single-Charts platzieren. Der Song erreichte Platz 76. Im Dezember 2023 wurde Come Back Home in Frankreich mit der Platin-Schallplatte ausgezeichnet und hatte bis dato eine Milliarde Streams auf Spotify erzielt.

## Filmografie

### Filme
- 2015: Descendants – Die Nachkommen (Descendants, Fernsehfilm)
- 2016: Tini: Violettas Zukunft (Tini: El gran cambio de Violetta)
- 2016: Die Nacht der verrückten Abenteuer (Adventures in Babysitting, Fernsehfilm)
- 2016: Cinderella Story 4: Wenn der Schuh passt… (A Cinderella Story: If the Shoe Fits)
- 2017: Descendants 2 – Die Nachkommen (Descendants 2, Fernsehfilm)
- 2019: Descendants 3 – Die Nachkommen (Descendants 3, Fernsehfilm)
- 2020: Feel the Beat (Netflix Original)
- 2020: Songbird
- 2021: My Little Pony: A New Generation (Stimme)
- 2021: Descendants – The Royal Wedding (Stimme)
- 2022: Purple Hearts
- 2024: Carry-On
- 2025: Morgen kommt ein neuer Himmel (The Life List)
- 2025: My Oxford Year

### Serien
- 2014: Austin & Ally (Episode 3x08)
- 2014: Faking It (2 Episoden)
- 2015–2017: Descendants – Verhexte Welt (Descendants: Wicked World, Stimme)
- 2016: Soy Luna (Episode 71)
- 2016: Walk the Prank (Episode 1x05)
- 2018: Famous in Love (4 Episoden)
- 2019: Pretty Little Liars: The Perfectionists (10 Episoden)
- 2021: Mach den Unterschied mit Robin Roberts (Turning the Tables with Robin Roberts, Fernsehserie, Episode 1x01)
- 2023: The Muppets Mayhem (Episode 1x03)

## Diskografie

### Alben
- 2022: Sofia Carson

### Soundtrack-Alben
- 2015: Descendants – Die Nachkommen
- 2016: Cinderella Story 4: Wenn der Schuh passt…
- 2017: Descendants 2
- 2019: Descendants 3
- 2022: Purple Hearts

### Singles
- 2016: Love Is the Name (feat. J Balvin)
- 2017: Back to Beautiful (feat. Alan Walker)
- 2017: Ins and Outs
- 2017: Chillin’ Like a Snowman
- 2018: Rumors (mit R3hab)
- 2018: Different World (mit Alan Walker & K-391 feat. CORSAK)
- 2019: I Luv U (mit R3hab)
- 2020: Miss U More Than U Know (mit R3hab)
- 2020: Guess I’m a Liar
- 2020: Hold on to me
- 2021: Fool’s Gold
- 2021: He Loves Me, But…
- 2022: Loud
- 2022: It’s Only Love, Nobody Dies
- 2022: Come Back Home

Weitere Lieder
- 2022: I Hate the Way (#13 der deutschen Single-Trend-Charts am 12. August 2022[12])

### Promo-Singles
- 2015: Sueña
- 2016: Silent Night
- 2016: I’m Your Girl (mit Dove Cameron)
- 2016: I’m Gonna Love You
- 2016: Rather Be With You (mit Dove Cameron, Lauryn McClain & Brenna D’Amico)
- 2017: Better Together (mit Dove Cameron)

### Gastbeiträge
- 2016: Wildside (mit Sabrina Carpenter)
- 2018: San Francisco (Galantis feat. Sofia Carson)
- 2019: Grey Area (Grey feat. Sofia Carson)

## Auszeichnungen für Musikverkäufe
| Silberne Schallplatte - Vereinigtes Königreich - 2022: für das Lied Rotten to the Core - 2024: für die Single Chillin’ like a Villain - 2025: für das Lied Ways to Be Wicked - 2025: für das Lied It’s Goin’ Down Goldene Schallplatte - Brasilien - 2024: für das Lied One Kiss - 2024: für das Lied I Didn’t Know - Kanada - 2023: für die Single Come Back Home - Vereinigte Staaten - 2020: für das Lied You and Me - 2022: für das Lied Good to Be Bad - 2023: für das Lied One Kiss - 2023: für das Lied Space Between | Platin-Schallplatte - Brasilien - 2024: für die Single Chillin’ like a Villain - 2024: für die Single Come Back Home - Polen - 2024: für die Single Come Back Home - Vereinigte Staaten - 2022: für das Lied Ways to Be Wicked - 2022: für das Lied It’s Goin’ Down 2× Platin-Schallplatte - Brasilien - 2024: für das Lied Ways to Be Wicked Diamantene Schallplatte - Frankreich - 2025: für die Single Come Back Home |

Anmerkung: Auszeichnungen in Ländern aus den Charttabellen bzw. Chartboxen sind in ebendiesen zu finden.
| Land/RegionAuszeichnungen für Musikverkäufe (Land/Region, Auszeichnungen, Verkäufe, Quellen) | Silber     | Gold     | Platin       | Diamant  | Verkäufe  | Quellen             |
| -------------------------------------------------------------------------------------------- | ---------- | -------- | ------------ | -------- | --------- | ------------------- |
| Brasilien (PMB)                                                                              | —          | 2× Gold2 | 4× Platin4   | —        | 200.000   | pro-musicabr.org.br |
| Frankreich (SNEP)                                                                            | —          | —        | —            | Diamant1 | 333.333   | snepmusique.com     |
| Kanada (MC)                                                                                  | —          | Gold1    | —            | —        | 40.000    | musiccanada.com     |
| Polen (ZPAV)                                                                                 | —          | —        | Platin1      | —        | 50.000    | olis.pl             |
| Vereinigte Staaten (RIAA)                                                                    | —          | 4× Gold4 | 5× Platin5   | —        | 7.000.000 | riaa.com            |
| Vereinigtes Königreich (BPI)                                                                 | 4× Silber4 | —        | —            | —        | 800.000   | bpi.co.uk           |
| Insgesamt                                                                                    | 4× Silber4 | 7× Gold7 | 10× Platin10 | Diamant1 |           |                     |